# Ловелл (Массачусетс)
Ловелл (англ. Lowell) — місто (англ. city) в США, в окрузі Міддлсекс штату Массачусетс. Населення — 106 519 осіб (2010). Четверте за величиною місто штату. Адміністративний центр північної частини округа Мідлсекс.

## Історія
Заснований як запланований виробничий текстильний центр на річці Меррімек на південний захід від Бостона на землі сусіднього Челмсфорда, бурхливо розвивався, був промисловим центром протягом XIX століття, приваблюючи багатьох іммігрантів і працівників-мігрантів.

## Географія
Ловелл розташований за координатами 42°38′20″ пн. ш. 71°19′20″ зх. д. / 42.63889° пн. ш. 71.32222° зх. д. (42.638893, -71.322107). За даними Бюро перепису населення США в 2010 році місто мало площу 37,62 км², з яких 35,18 км² — суходіл та 2,44 км² — водойми.

## Демографія
Згідно з переписом 2010 року, у місті мешкало 106 519 осіб у 38 470 домогосподарствах у складі 23 707 родин. Густота населення становила 2831 особа/км². Було 41431 помешкання (1101/км²).
Расовий склад населення:
| - 60,3 % — білих - 20,2 % — азіатів - 6,8 % — чорних або афроамериканців - 0,3 % — корінних американців - 8,8 % — осіб інших рас |

До двох чи більше рас належало 3,6 %. Частка іспаномовних становила 17,3 % від усіх жителів.
За віковим діапазоном населення розподілялося таким чином: 23,7 % — особи молодші 18 років, 66,2 % — особи у віці 18—64 років, 10,1 % — особи у віці 65 років та старші. Медіана віку мешканця становила 32,6 року. На 100 осіб жіночої статі у місті припадало 98,6 чоловіків; на 100 жінок у віці від 18 років та старших — 97,6 чоловіків також старших 18 років.
Середній дохід на одне домашнє господарство становив 61 117 доларів США (медіана — 48 002), а середній дохід на одну сім'ю — 71 203 долари (медіана — 57 695). Медіана доходів становила 44 079 доларів для чоловіків та 39 071 долар для жінок. За межею бідності перебувало 19,8 % осіб, у тому числі 27,7 % дітей у віці до 18 років та 13,5 % осіб у віці 65 років та старших.
Цивільне працевлаштоване населення становило 52 205 осіб. Основні галузі зайнятості: освіта, охорона здоров'я та соціальна допомога — 25,9 %, виробництво — 16,4 %, науковці, спеціалісти, менеджери — 11,9 %, роздрібна торгівля — 10,5 %.

## Кримінальна ситуація
Ловелл відомий важкою криміногенною обстановкою. Тут значний оббіг наркотиків.

## Галерея

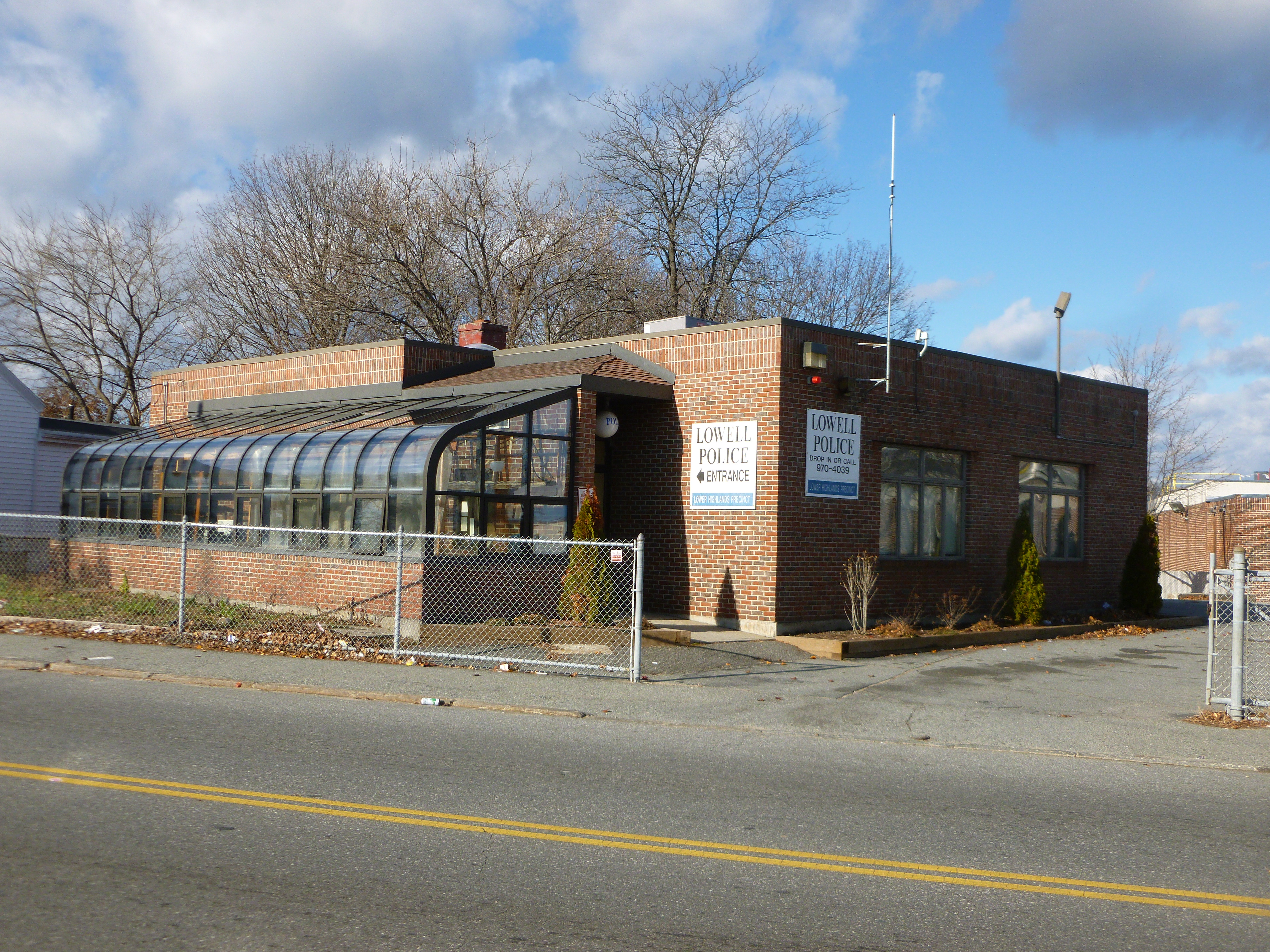
Поліційний відділок
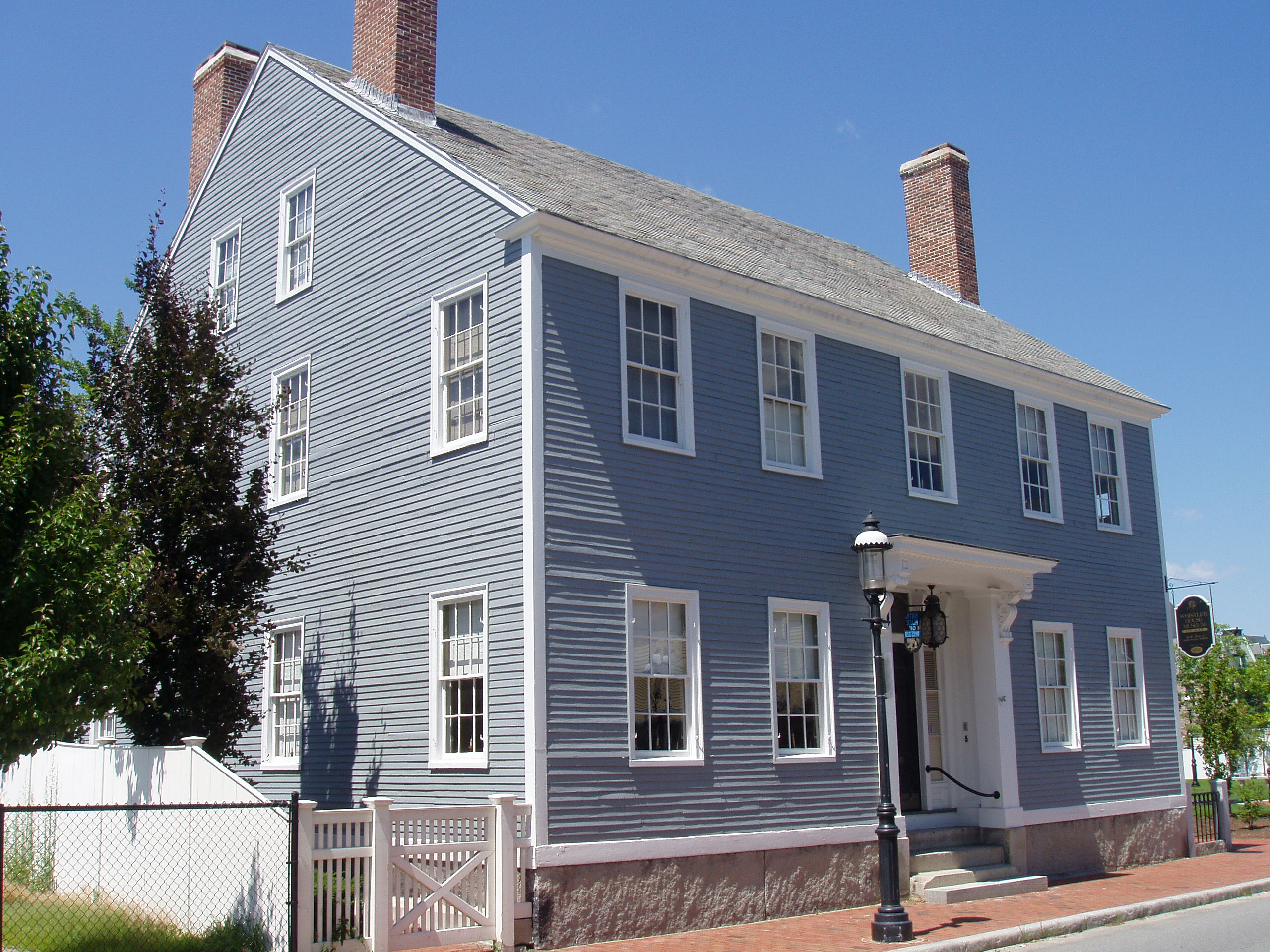
Будинок відомого художника Джеймса Вістлера
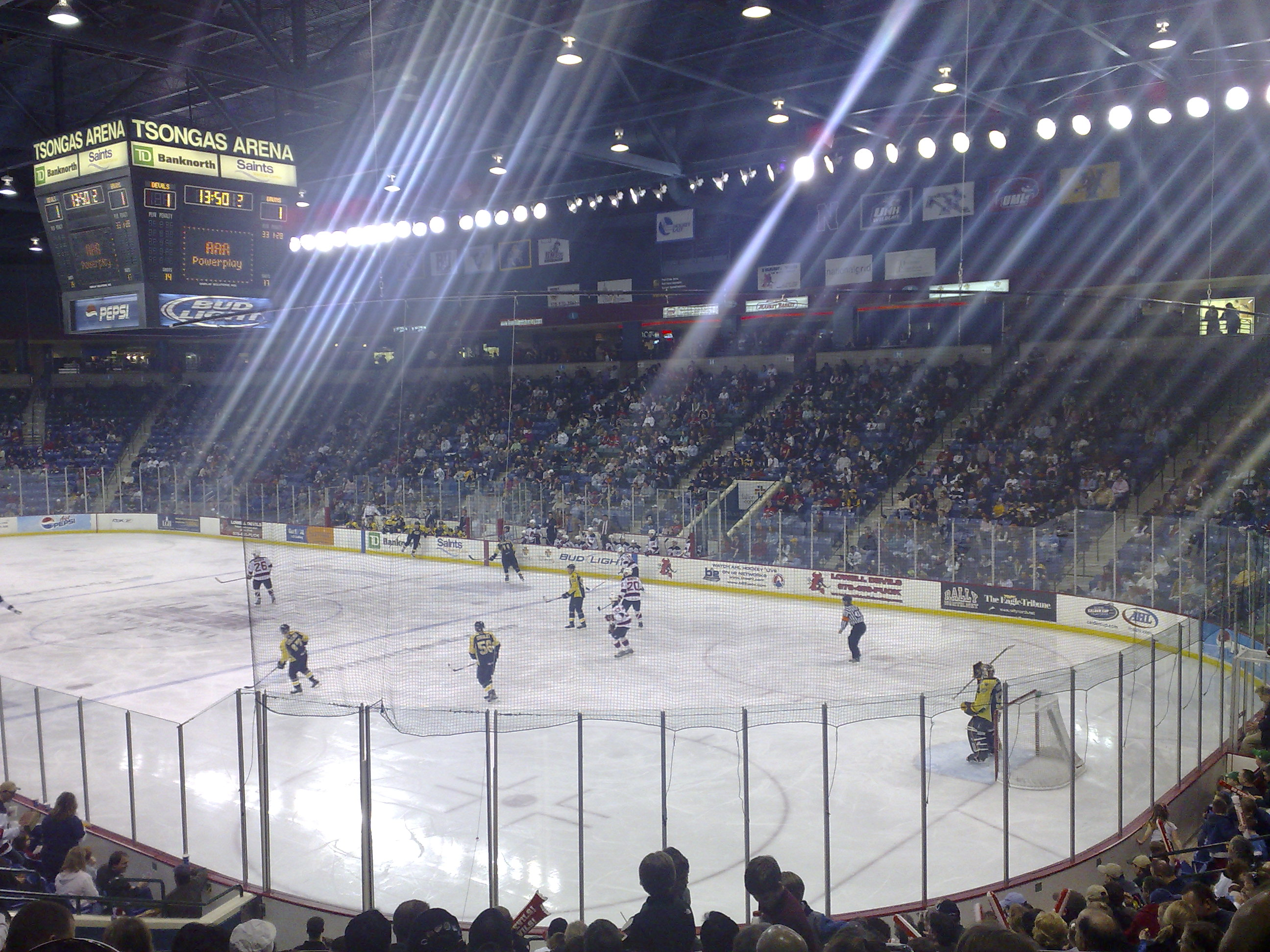
Lowell Devils на хокейному полі
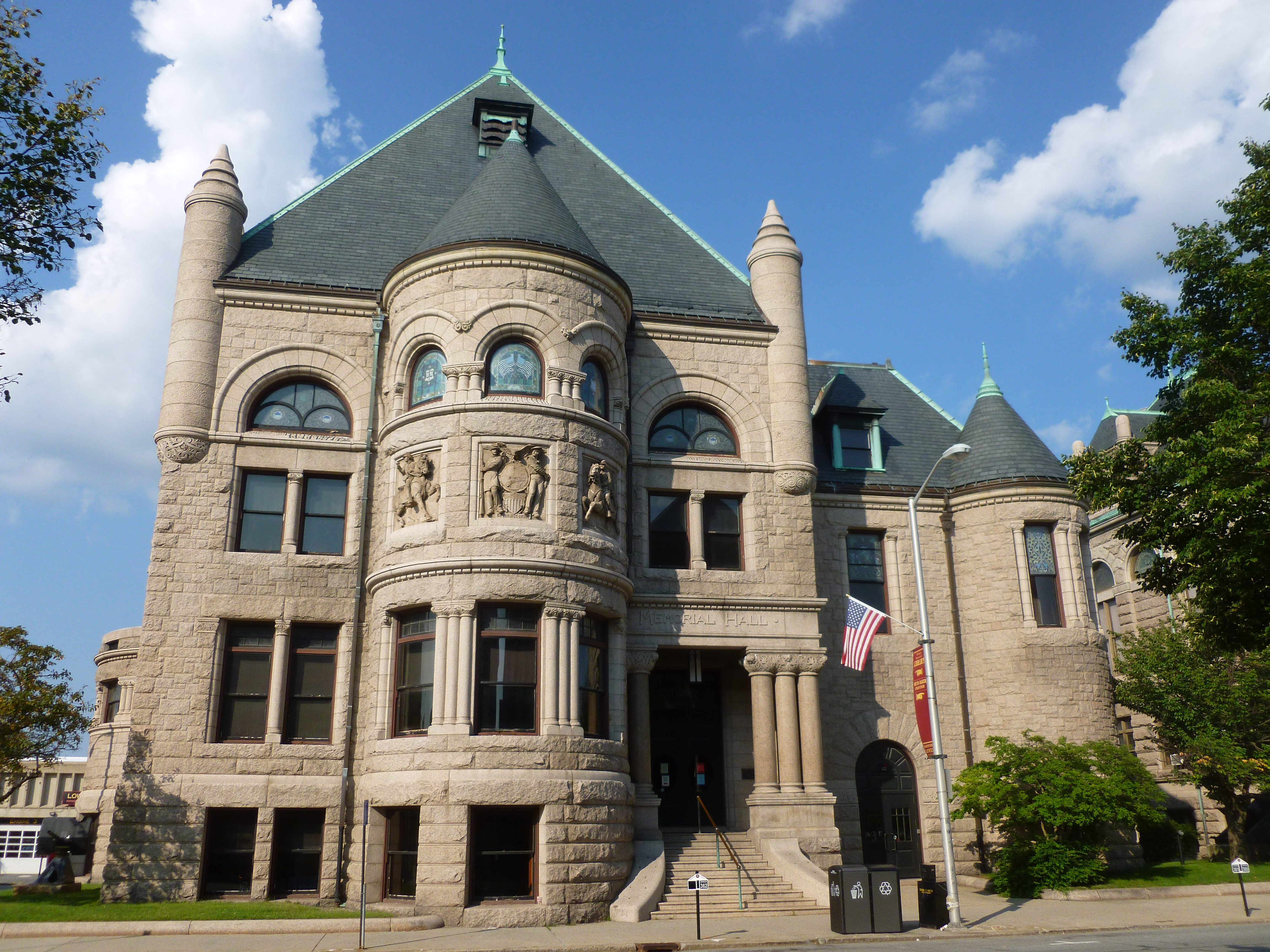
Бібліотека Полард Меморіал у серпні 2011

## Уроженці
- Джеймс Вістлер (1834—1903) — англо-американський художник
- Бетті Девіс (1908—1989) — американська акторка театру, кіно та телебачення
- Ненсі Келлі (1921—1995) — американська актриса
- Джек Керуак (1922—1969) — американський письменник, поет, есеїст
- Олімпія Дукакіс (1931—2021) — американська акторка грецького походження
- Міккі Ворд (* 1965) — професійний боксер.